# 434180 Brosens
434180 Brosens este o planetă minoră (asteroid) din centura de asteroizi. A fost descoperită pe 31 octombrie 2002 la Observatorul Palomar de Near Earth Asteroid Tracking. 
Obiectul prezintă o orbită caracterizată de o semiaxă mare de 2,2810971848083 UAi, o excentricitate de 0,20568663253331, o înclinație de 3,7938392889166 ° în raport cu ecliptica.